# Ozarba exisa
Ozarba exisa är en fjärilsart som beskrevs av George Francis Hampson 1891. Ozarba exisa ingår i släktet Ozarba och familjen nattflyn. Inga underarter finns listade i Catalogue of Life.